# Kievsjön
Kievsjön, eller Kievreservoaren (ukrainska: Київське водосховище), är ett vattenmagasin i floden  Dnepr norr om Ukrainas huvudstad Kiev. Det ligger i 
Tjernihiv och Kiev oblast och skapades 1966 när Kievs vattenkraftverk vid  
Vysjhorod byggdes.
Sjön har en yta på 922 kvadratkilometer och rymmer 3 700 miljoner  kubimeter vatten. Den är 110 km lång, upp till 12 km bred och i medeltal 4,1 meter djup. Den får sitt vatten från Dnepr samt floderna  Prypjat, Irpin och Téteriv. Bottensedimentet är förorenat av radioaktivt material från Tjernobylolyckan. 
Vattenkraftverket har en effekt på 419 MW och producerer 0,683 TWh per år.
Kiev får sitt dricksvatten från Kievsjön, som också används för bevattning. En sluss vid vattenkraftverket gör det möjligt för fartyg att trafikera sjön.